# Dariusz Łukawski
Dariusz Łukawski – polski dziennikarz, redaktor, wykładowca akademicki związany z Uniwersytetem Warszawskim, ekspert medialny i trener komunikacji.

## Kariera zawodowa
W latach 1989–2016 był związany z Telewizją Polską, gdzie pracował jako reporter, wydawca, prezenter oraz redaktor naczelny programu Panorama w TVP2. W tym okresie zrealizował około 4 tysięcy materiałów dla Panoramy. Był także prowadzącym program ekonomiczny Plus Minus w TVP Info, który współprowadził z Tadeuszem Moszem w latach 2006–2011. Pełnił również funkcję szefa publicystyki w TVP2, odpowiadając m.in. za realizację programów takich jak Tomasz Lis na żywo oraz finały WOŚP.
Po odejściu z TVP w 2016 roku rozpoczął działalność szkoleniową w ramach własnej firmy Dariusz Łukawski Media. W tym samym czasie podjął pracę wykładowcy akademickiego na Wydziale Dziennikarstwa UW.
W 2024 roku powrócił do współpracy z redakcją Teleexpressu w TVP.

## Szkolenia i działalność medialna
Jako trener prowadził szkolenia dla instytucji i firm, takich jak Konfederacja Lewiatan, MKiDN, GUNB, Ministerstwo Finansów, IKEA, BNP Paribas, 4F, Deutsche Bank, Novo Nordisk, Eurovia, Amgen, Fundacja Dajemy Dzieciom Siłę, Niebieska Linia czy PAN.
Jest współautorem krótkometrażowego dokumentu Niebieski film (2017) dotyczącego przemocy wobec kobiet, w którym wystąpili m.in. Renata Durda i Bogdan de Barbaro.

## Działalność edukacyjna i społeczna
Zasiada w jury Nagrody Dziennikarstwa Ekonomicznego Press Club Polska.